# ناصر کاشانی
ناصر کاشانی نمایندهٔ دورهٔ نهم مجلس شورای اسلامی و عضو کمیسیون اجتماعی مجلس شورای اسلامی از حوزهٔ انتخابیهٔ زاهدان در استان سیستان و بلوچستان است.